# 弗雷德里克·S·赫尔斯
弗雷德里克·S·赫尔斯（英語：Frederick S. Hulse，1906年2月11日—1990年5月16日）是一位美国体质人类学家，出生于美国纽约市，毕业于哈佛大学，后成为亚利桑那大学人类学教授。